# Tormenta debajo de la cumbre
Tormenta debajo de la cumbre (山下白雨 Sanka hakuu?), a veces llamada Fuji negro (黒富士 Kurofuji?), es una estampa japonesa del pintor especializado en ukiyo-e Katsushika Hokusai. Grabada entre los años 1830 y 1832, es una de las pinturas más conocidas de las Treinta y seis vistas del monte Fuji.

## Descripción
La composición es muy similar a la de Fuji rojo, de la misma serie, pero la atmósfera es diferente: en lugar de una vista brumosa y serena, el monte Fuji se representa más oscuro, en tonos fuertes y pesados. Los contornos de la ladera de la montaña están más texturizados y definidos. El casquete nevado se eleva bruscamente sobre una base oscura y amenazante, que ha sido dividida por un rayo de luz representado con líneas contundentes en zigzag, casi abstractas. Al igual que con Fuji rojo se usa una delgada línea de azul de Prusia en la parte superior del cielo, pero a diferencia de este grabado las nubes tienen una forma similar al humo y parecen adherirse a la montaña. Los tres picos en la cumbre sugieren que esta vista es de la parte posterior del Fuji (es decir, desde el oeste), otro contraste con la impresión Fuji rojo.

## Impresiones

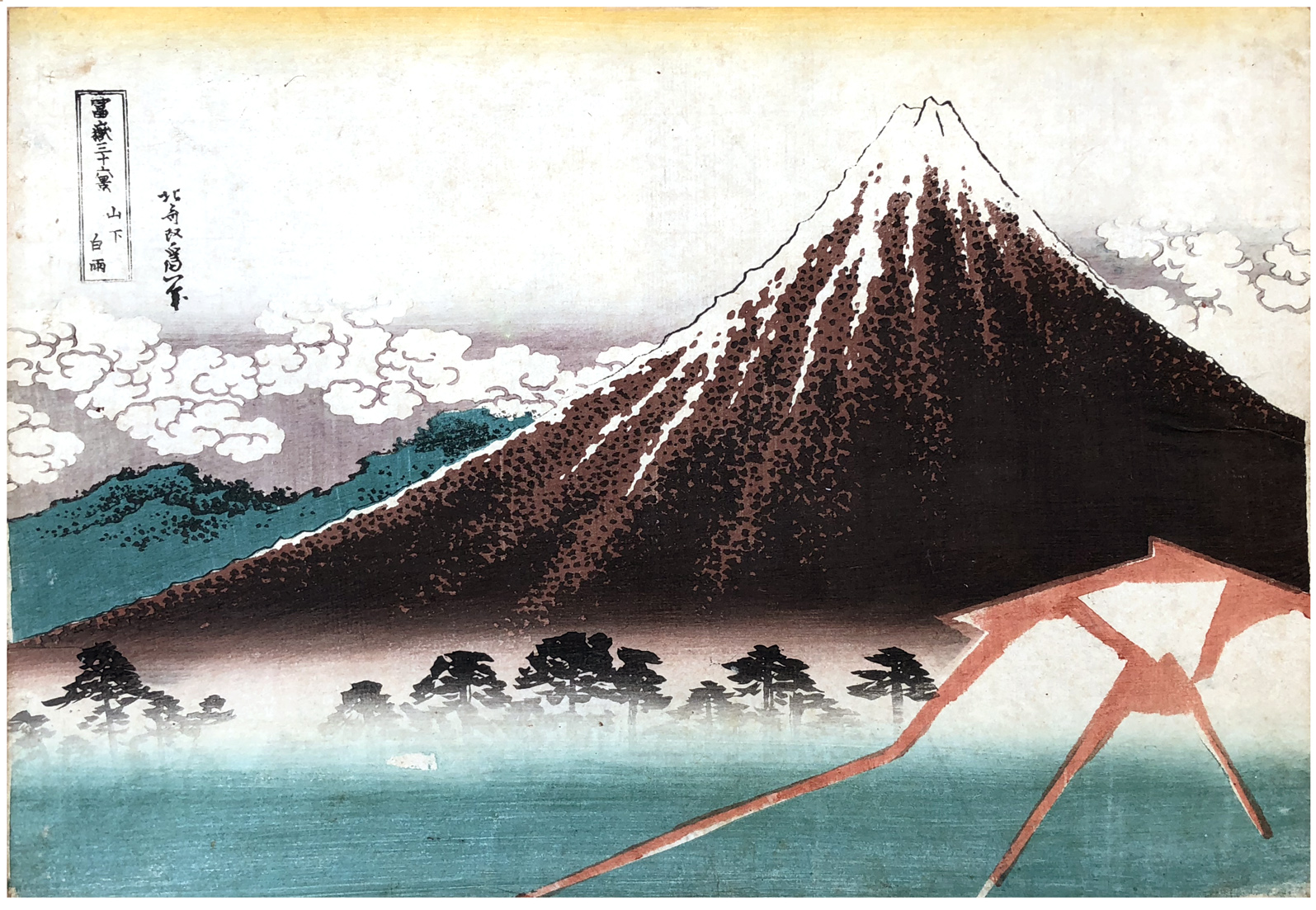
Variante posterior.

Poco después de estar terminados, los grabados se dañaron levemente con la pérdida de uno de los puntos marrones debajo de la cumbre y el final del carácter hitsu («pincel de») de la firma de Hokusai. Las impresiones hechas antes de esto presentan «azul continuo en el cielo, borrado más claro en el medio, dejando claras las formas completas de las nubes cumulonimbos, en lugar de dejar una amplia franja de cielo sin tinta en el centro y, por lo tanto, perder sus cimas». En una serie posterior, el editor introdujo algunos cambios significativos, como que el cielo se representa en un gris violáceo con una franja amarilla en la parte superior. También el destello del relámpago recorta vívidamente un grupo de pinos al pie de la montaña, cortados de un nuevo bloque, lo que los hace aparecer cerca del espectador.